# Robots (pel·lícula de 2023)
Robots és una pel·lícula de comèdia romàntica de ciència-ficció estatunidenca del 2023 escrita i dirigida per Ant Hines i Casper Christensen i protagonitzada per Shailene Woodley i Jack Whitehall. Està basada en el conte de 1973 "The Robot Who Looked Like Me" de Robert Sheckley. S'ha subtitulat al català.
La pel·lícula es va estrenar als Estats Units el 19 de maig de 2023 a càrrec de Neon.

## Premissa
L'any 2032, després que la robòtica avançada hagi permès a la humanitat utilitzar androides realistes com a criats i treballadors manuals, els suburbans acomodats Elaine i Charles utilitzen androides dobles d'ells mateixos per evitar les limitacions de temps de les cites. Tanmateix, quan els impostors s'adonen que en realitat s'estan enamorant, roben la identitat dels seus amos i fugen, cosa que obliga l'Elaine i en Charles a unir-se i recuperar les seves vides.

## Repartiment
- Shailene Woodley com a Elaine, E2 i E3[5]
- Jack Whitehall com a Charles Cameron i C2[6]
- Paul Rust com a Zach
- Nick Rutherford com a Ted Jr.
- Paul Jurewicz com a Ashley
- David Grant Wright com a Ted Cameron
- Emanuela Postacchini com a Francesca
- Chelsea Edmundson com a Emily Denholm
- Jackamoe Buzzell com el xèrif Bill Horton
- Samantha Ashley com la diputada Chávez
- Richard Lippert com a David Schulman
- Kate Herman com a Kiki Schulman

## Producció
El juny de 2020 es va anunciar que Emma Roberts s'incorporaria al repartiment, fins que Shailene Woodley la va substituir el juny de l'any següent.
El rodatge va tenir lloc a Nou Mèxic l'agost de 2021.

## Estrena
L'abril de 2023, Neon va adquirir els drets dels EUA i del Carib de Robots. La pel·lícula va tenir una estrena simultània a les sales i a la carta als Estats Units el 19 de maig de 2023.